# Thomas Wunderlich (Geodät)
Thomas Alexander Wunderlich (* 1. Mai 1955 in Wien) ist ein österreichischer Geodät und emeritierter Professor für Geodäsie an der Technischen Universität München.

## Leben
Der Sohn von Walter Wunderlich, einem langjährigen Wiener Hochschulprofessor für Geometrie, studierte Vermessungswesen an der TU Wien (Diplomarbeit über „Messung und Berechnung eines Raumpolygonzuges im Testnetz Wien“) und wurde dort danach wissenschaftlicher Assistent bei Gerhard Brandstätter, später bei Heribert Kahmen. Neben der Lehr- und Forschungsarbeit auf dem Gebiet der Allgemeinen Geodäsie und Messtechnik war Wunderlich auch in Themen der Erdmessung tätig – unter anderem in seiner Dissertation mit dem Titel „Die voraussetzungsfreie Bestimmung von Refraktionswinkeln“, die sich mit der Theorie und Ausmessung eines räumlichen Vierecks bei der Hohen Wand (Niederösterreichische Kalkalpen) beschäftigt.
Wissenschaftliche Kooperationen führten ihn oft in die Bundesrepublik Deutschland, insbesondere an die Universität Hannover, wo er 1987/88 Humboldt-Stipendiat war. In Hannover reichte Wunderlich seine Habilitationsschrift ein (Die gefährlichen Örter der Pseudostrecken-Messung, ein Spezialproblem bei hochpräzisen GPS-Netzen). Als Dozent hielt er Vorlesungen und Vorträge auf Kongressen, die sich unter anderem mit innovativen Methoden der Ingenieurgeodäsie und der Funknavigation befassten. 1997 wurde er außerordentlicher Universitätsprofessor an der TU Wien. Im Jahr 2000 erhielt er den Ruf an die TU München; er war Anlass, sein Arbeitsgebiet um geodätische Deformationsanalyse, Laserscanning und Mobilfunkortung zu erweitern. Zum 1. April 2021 wurde Wunderlich emeritiert, sein Nachfolger wurde Christoph Holst.
Seit 2002 ist Wunderlich ordentliches Mitglied der Deutschen Geodätischen Kommission, deren ständiger Sekretär er 2008 war.

## Ehrungen
- 2019: Soldnermedaille[1]
- 2010: Ehrenprofessor der Polytechnischen Universität Temeswar
- 2009, 2010, 2011: GeodäTUM-Preis für hervorragende Lehre
- 2008: Ehrenmedaille der Fakultät Bauingenieurwesen der Slowakischen Technischen Universität (STU) Bratislava
- 2006: Silberne Ehrennadel der Fakultät für Bauingenieurwesen der Polytechnischen Universität Temeswar
- 2002: Friedrich Hopfner-Medaille[2]
- 2001: Ehrenmitglied der Fakultät Bauingenieurwesen der STU Bratislava

## Schriften
- Die gefährlichen Örter der Pseudostreckenortung. Habilitationsschrift. TU Wien 1993.